# 継続戦争

継続戦争

継続戦争（けいぞくせんそう、フィンランド語: jatkosota）は、第二次世界大戦中の1941年6月25日から1944年9月19日にかけて、ソビエト連邦とフィンランドの間で戦われた戦争である。戦争当事国の一方であるソ連では、この戦争は大祖国戦争（独ソ戦）の一部である。第2次ソ芬（ソ連・フィンランド）戦争とも呼ばれる。

## 戦争の背景
フィンランドとソビエト連邦の第1次ソ芬戦争（冬戦争）は、1939年11月30日に始まり、1940年3月12日のモスクワ講和条約により3ヶ月で終結した。フィンランド軍は奮闘し国家の独立を維持したものの、カレリア地方などをソ連へ割譲し、ハンコ半島を租借地とすることを余儀なくされた。冬戦争後、フィンランドは独ソ両国に対して中立を維持するため、ノルウェー、スウェーデンと中立の軍事ブロックを結ぼうとしたが、ドイツ、ソ連とも反対したので、この構想は実現しなかった。
1940年4月にドイツがヴェーザー演習作戦により、デンマーク、ノルウェー両国に侵攻し、占領すると、フィンランドから西側諸国への扉は実質的に閉ざされてしまった。1940年夏にバルト三国がソ連に併合されると、フィンランド国内ではソ連に対する脅威感が更に高まった。フィンランドの周辺は、直接の脅威であるソ連、フィンランドと距離を置きたいスウェーデン、そしてドイツだけとなった。フィンランドは、貿易上でも大きくドイツに依存することになり、ソ連に対抗するための兵器を供給できるのもドイツであった。1940年8月にフィンランドはドイツと秘密協定を結び、軍事経済援助を受ける代わりに領土内へのドイツ軍の駐留および領内通過を認めた。フィンランド国内には、ソ連のスパイも潜伏していたので、これらの動きはソ連の知る所となり、独ソ不可侵条約の秘密議定書に違反することは明らかだったので、独ソ間の外交問題となった。
11月から12月の間、独ソ間でフィンランド問題や、ソ連の三国同盟への加入などが協議されたが、両国はついに合意に到達することはなかった。
1940年12月に、ヒトラーが1941年春の対ソ開戦を決意する（総統指令21号）と、1941年1月より対ソ戦争の際の共同作戦について、両国の間で計画が練られた。そして、6月中旬までに、必要なドイツ軍のフィンランド領内への展開が行われた。両国間の協定で、オウル=ベロモルスクを結ぶ線より北側は、ノルウェー駐留ドイツ軍（ニコラウス・フォン・ファルケンホルスト上級大将）の作戦地域に、南側は、カール・マンネルヘイム元帥のフィンランド軍の作戦地域とされた。
冬戦争では、フィンランドは、不意を打たれ貧弱な軍備で苦杯をなめることになったが、講和後は、来たるべき次のソ連との戦争に備えて軍事力強化が進められた。1940年に、ドイツ軍が、ノルウェー、デンマーク、低地諸国、フランスで大勝利をとげ、1940年末からドイツ軍部隊がフィンランド領内にみられるようになると、フィンランド国内では、次の戦争は、冬戦争のような孤立無援で戦うのではなく、軍事強国ドイツが共に戦ってくれるということで期待が膨らんだ。継続戦争開戦時のフィンランド軍の兵員数は、実に47万5000人を数え、カレリア地峡とラートッカ−カレリア線に沿って配備された11万400人の赤軍に対して、フィンランド軍は28万人を配置することができた。しかし、これは総人口400万人程度のフィンランドにとっては大変な数字であり、短期決戦を想定したものであった。
1941年6月22日に、ドイツはバルバロッサ作戦により、ソ連に侵攻したが、フィンランドは当初中立を表明した。しかし、フィンランド領内からソ連を攻撃したドイツ空軍機に対し、ソ連はフィンランド領内へ報復空爆を行ったため、6月25日フィンランドはソ連に対して宣戦を布告した。フィンランドは、この戦争はソ連ーフィンランド二国間の問題で、冬戦争の継続であると主張した。このため、この戦争は、継続戦争とも呼ばれている。

## 経過

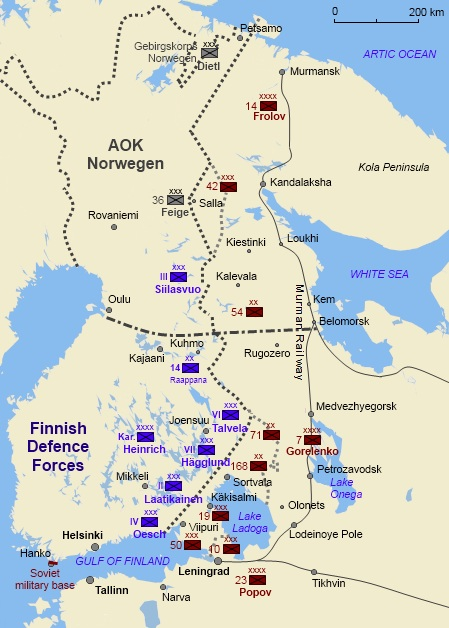
戦争開始前のフィンランドの軍配置。
水色がフィンランド軍、灰色はドイツ軍、赤はソ連軍

### 1941年

#### フィンランドの対外関係の推移
フィンランドはソ連に宣戦したが、イギリス、アメリカとの関係は変わらなかった。
7月にドイツは、ヘルシンキのイギリス大使館がソ連の情報収集拠点になっているとして大使館の閉鎖を強く要求した。フィンランドはイギリスとの関係悪化は避けたかったが、ドイツの強い要求に折れてロンドンのフィンランド大使館の閉鎖を発表するとともに、イギリスにも同じ措置を取るよう求めた。イギリス政府はこの件については何もしなかったが、7月30日にイギリス海軍艦載機がペツァモを空爆した（EF作戦）ので、翌日フィンランド政府はイギリスとの断交を発表した。
8月9日から12日までチャーチル首相とルーズベルト大統領はニューファンドランドで会談し、アメリカはソ連にもレンドリース法を適用して全面支援することを約束した。緒戦の敗戦で苦境にあったソ連政府は、8月の中旬にアメリカを介して領土的譲歩を行う代わりに休戦を求める文書をフィンランド政府に送ったが、フィンランド政府は回答しなかった。
10月24日、アメリカはフィンランドに1939年時の国境を越えて攻勢作戦を行わないことと、レンドリース法でアメリカがソ連に提供する物資の流れを妨げないよう警告する文書を送った。当時、フィンランドIII軍団の進撃はムルマンスク鉄道のLoukhiに迫る勢いであった。11月11日にフィンランド政府は、本件はソ連との二カ国の間の問題であり正当な軍事作戦を中止する理由はないという主旨の拒否回答を送った。
ドイツは11月25日に迫っていた防共協定の更新時にフィンランドも署名するよう迫っていたが、フィンランドは穀物の提供などを条件に11月25日に署名した。
ソ連からフィンランドへ圧力をかけるよう強く要求されていたイギリスは、11月24日に亡命ノルウェー政府を介してフィンランドにソ連に対する敵対行為の停止を要求する最後通牒を送り、12月5日までに回答することを求めた。しかしフィンランドが回答しなかったので、イギリス政府は12月6日にフィンランドに宣戦した。

#### 戦いの推移

##### カレリア方面

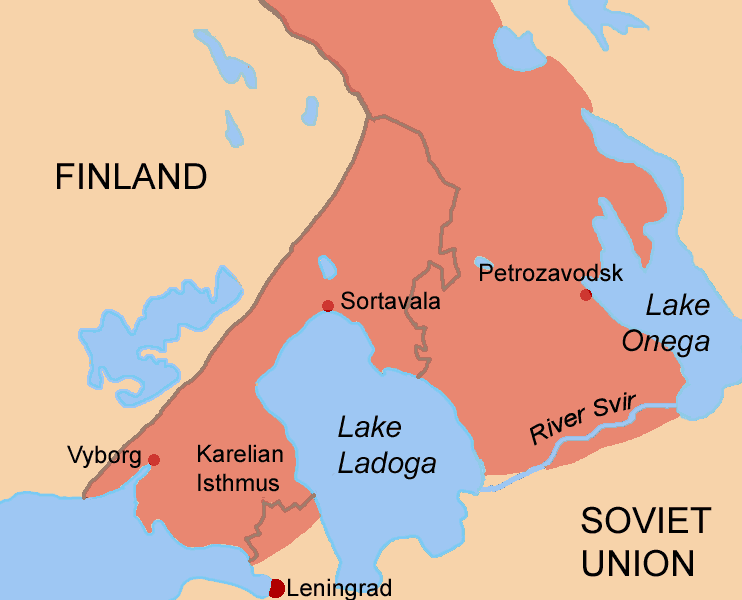
フィンランドが継続戦争中に占拠した領域。薄い灰色の線は1939年国境

フィンランド政府は、6月25日夜にソ連へ宣戦したものの、諸外国、国民、議会に、外的要因によって巻き込まれた戦争という印象を与えたかったので、ドイツ軍にもフィンランド領内からの攻勢作戦については数日の猶予を求め、ドイツ側も了承した。独ソ戦の開始に伴い、ドイツ北方軍集団のバルト諸国での進撃に対応するため、対フィンランド戦線に割り当てられていた多くのソ連軍部隊は転用され、フィンランド軍が攻勢を開始した時点では、フィンランド軍は歩兵で4:1,砲兵で9:1の数的優位であった。7月10日に、フィンランド軍はラドガ・カレリアで攻勢を開始し、7月23日にはラドガ・カレリアでの1939年国境に到達し、ラドガ・カレリアではフィンランド軍は防衛体制にはいった。カレリア地峡では、8月10日に攻勢を開始し、8月29日にはヴィープリは奪回され、8月31日に1939年国境に到達した。
一方、ドイツ北方軍集団は、8月31日にネヴァ川に到達し、9月8日にはシュリッセリブルク（ラドガ湖の南西端）が陥落し、レニングラードは包囲された。9月4日にOKW作戦部長のヨードル砲兵大将はミッケリのマンネルハイムの司令部で、カレリア地峡からレニングラードを攻撃するよう直談判したが、マンネルハイムはドイツと交渉中の穀物提供について悪影響を与えないために断りはしなかったが、ほんの少し申し訳程度にカレリア地峡で軍を進めただけだった。フィンランド軍は、ドイツ軍の希望に反して、方向違いのラドガ・カレリアとオロネッツ・カレリアでの攻勢を9月8日に再開し、9月22日には、スヴィリ川に到達し、その南岸に幅100km縦深20kmの橋頭堡を確保した。10月には、ドイツ軍はモスクワ攻略に戦力を集中するため、第4装甲集団は中央軍集団に引き抜かれ、北方軍集団はレニングラードを包囲したまま持久し、ヒトラーの命令でスヴィリ川のフィンランド軍と連結するための作戦が行われることになった。ドイツXXXIX装甲軍団によるチフヴィンを経由して、スヴィリ川のフィンランド軍を目指す攻勢は10月14日に始まった。ソ連軍の激しい抵抗と雨により泥濘と化した道路で、11月8日にはチフヴィンを占領した。しかし、激しいソ連軍の抵抗によりそれ以上の北進は無理で、ドイツ軍はチフヴィンに包囲される恐れがあった。12月9日に軍団司令官の撤退要請は承認され、ドイツ軍はチフヴィンから撤退し、スヴィリ川のフィンランド軍と手をつなぐことはなかった。一方、フィンランド軍は、10月1日には、カレロ＝フィン・ソビエト社会主義共和国の首都ペトロザヴォーツクを陥落させた。既に厳しい冬が始まっていて、深い雪中での戦闘の末に、12月5日にオロネッツ・カレリア北部の中心都市メドヴェジエゴルスクが陥落し、フィンランド軍は防衛体制に移行すると共に、動員体制を一部解除し、年長の招集兵を民間に戻し始めた。12月8日に、フィンランド議会は、占領した地域を併合する法案を可決した。この間に、フィンランド軍は東部カレリアの大部分を占領した。フィンランド政府は、戦略的立場としての占領を正当化したが、理由の一つに、カレリア地峡を併合し、バルト・フィン諸語を話す人々が、暮らす地域を統合しようとする思想である「大フィンランド」の構想があった。

##### バルト海方面
バルト海でのドイツ・フィンランドの最優先事項は、有力なソ連バルト艦隊を封じ込めて無力化し、バルト海の航行安全を確保することであった。次に、ハンコ半島のソ連軍に対しては、封鎖するだけで当面攻略作戦は行わない。防空力が弱いフィンランドにとっては、エストニアから飛来するソ連軍爆撃機による空爆が大きな問題であった。
開戦とともにドイツ空軍とフィンランド海軍は機雷敷設を徹底して行い、ソ連艦隊はタリン、クロンシュタットなどに封じ込められてしまった。ソ連軍爆撃機対策には、ドイツ空軍戦闘機隊がフィンランドに派遣された。
ハンコ半島にはソ連軍2個旅団相当が籠もっていたが、ソ連側に攻勢意図はなく持久防衛の方針であった。しかし、9月にドイツ北方軍集団がレニングラードの包囲を始めるに及んで、ハンコ半島を保持している意味は無くなったので、ソ連軍はハンコ半島から撤収することを10月に決めた。11月4日から、ソ連バルト艦隊による撤収作戦が行われた。ドイツ・フィンランド軍による積極的な撤収阻止作戦はなかったが、ソ連軍艦艇の数隻は触雷により沈没して相当な損害を出した。ハンコ半島は12月4日にフィンランド軍により奪回された。

##### ラップランド方面
6月22日に、ノルウェー駐留軍山岳軍団の2個師団はフィンランド側の諒解のもと、ノルウェー極北のキルケネスからペツァモ地区へ平和的に進駐した（トナカイ作戦）。6月29日に、ドイツ軍は白金狐作戦を開始し、山岳軍団の2個師団はペツァモからムルマンスクの攻略を目指してソ連国境を越えた。しかし、約25km進んだリスタ川でソ連軍の抵抗により進撃は停止した。合わせて3回の総攻撃を行ったが、リスタ川のソ連軍防衛線を破ることはできず、冬が到来する前の9月中旬に作戦は打ち切りとなった。この作戦でドイツ軍は、1個師団相当を失う大損害を出した。
ドイツ軍はさらに南方で、XXXVI軍団がケミヤルヴィ→カンダラクシャ→ムルマンスク、フィンランドIII軍団がクーサモ→ルウキを目指す北極狐作戦を並行して進めていた。XXXVI軍団の攻勢は、9月中旬にはカンダラクシャの手前約50kmで兵力不足により停止した。フィンランドIII軍団の進撃は、10月中旬にはルウキまで約30kmの地点まで進んだが、アメリカ合衆国からの外交圧力よりフィンランドIII軍団は進撃を停止し、攻撃を再開しようとはしなかった。OKWは当時、ドイツ軍がヴィヤズマ周辺で大勝利して対ソ戦争の勝利が近いと思われたので、10月10日の総統指令37号の中でラップランドでの一切の攻勢作戦の中止を命じ、11月15日に北極狐作戦も打ち切りとなった。
結局、ラップランドのドイツ軍は、戦略目標であったムルマンスク攻略とムルマンスク鉄道の遮断のどちらも達成できなかった。

### 1942年
ソ連軍は、春の雪解け前に、リスタ川戦線とケステンガで失地回復の為の反攻作戦を行ったが、大損害を出しドイツ軍に阻止された。
1942年のドイツ軍の戦略は、ブラウ作戦で、ロシア南部を指向するもので、フィンランド及びレニングラードでは、特に作戦予定はなかった。連合軍のバレンツ海船団を攻撃するために、空軍と海軍はノルウェーに戦力を集め、船団攻撃とムルマンスク、ムルマンスク鉄道への空爆を行った。ラップランド駐留軍は、カンダラクシャ攻略作戦を計画したが、必要な戦力とフィンランド軍の協力を得られず、これは実現しなかった。マンシュタインの第11軍が、7月にセヴァストポリを陥落させると、同部隊も参加して、レニングラード攻略に参加する事になった。ドイツ軍のレニングラード攻略作戦（ノルドライト作戦）は、8月に開始される予定であったが、攻勢作戦を始める前にソ連軍のレニングラード救出作戦が始まり、最終的に9月にドイツ軍はソ連軍を阻止してレニングラード包囲を維持することには成功したが、大きな損害を出し、ドイツ軍のレニングラード攻略作戦も10月に無期限延期となった。
ソ連軍は、1942年中頃からフィンランド戦線の不活発なのを見越して消極持久に徹し、部隊の他戦線への転用が相次いだ。ドイツ軍側では、カンダラクシャとレニングラードの攻略への協力要請、フィンランド側では、ドイツ軍指揮下にあるフィンランド軍部隊のフィンランド側への移管要請で双方の司令部間での交渉が続いたが、本格的な作戦が行われることはなく、1944年まで塹壕持久戦が続くことになった。

### 1943年
スターリングラードの最後のドイツ軍部隊が降伏した翌日、2月3日に、フィンランド政府首脳と軍首脳は、ミッケリの軍総司令部で会合を持ち、軍は戦況報告とともに、この戦争でドイツが勝つ見込みはないことを政府側に告げた。2月9日に、議会は秘密会合を政府と持ち、政府は、同様主旨を議会に報告した。政府は、可能な限り早い時期に、戦争を終わらせることが必要である、という結論で一致した。フィンランド国内では、報道の自由はある程度保たれていたが、1941年当時の戦争支持の熱気は消え去り、戦争からの離脱を求める世論が強くなった。
3月にOKWは、スカンディナビア戦略の見直しのために関係部署を集めて状況を分析したが、フィンランドはもはやドイツの勝利を信じておらず、単独講和を妨げているのはソ連の苛酷な条件であろうという結論に到達し、ラップランドの第20山岳軍のノルウェーへの撤退作戦を計画することになった。ドイツ軍は主戦線の東部戦線で兵力不足に苦しんでいたが、第20山岳軍からの部隊転用は決定されなかった。
ソ連側では、部隊の他戦線への転用が続き、フィンランド湾からバレンツ海沿岸まででは、枢軸軍兵力は60万人超で、対抗するソ連軍に対して、おおよそ2倍の数的優勢であった。しかし、この状況下で、現在保持している線を越えて、攻勢作戦をとることは、アメリカ合衆国の宣戦を招き、フィンランドにとって国家的自殺行為であっただろう、と戦史家のZiemkeは書いている。

### 1944年
1944年1月にソ連がレニングラード包囲戦でドイツの包囲を打ち破ると、フィンランドは2月にソ連に講和を持ちかけた。しかし、ソ連がフィンランドに出した講和条件は厳しいものだった。講和条件にはフィンランドは独力でフィンランド在留のドイツ軍を駆逐することという条件があったが、この条件は当時のフィンランド情勢から考えると到底受け入れ難いものであった。フィンランドより先に連合国と講和し、枢軸を脱落したイタリアやハンガリーでは講和し枢軸国を脱落した後、アッシェ作戦、マルガレーテ作戦でドイツ軍に占領されるという事態が起こっていた。ドイツ軍を国内から駆逐するという条件は、駐留ドイツ軍との全面戦争になり、国土を占領されるというイタリア、ハンガリーの二の舞になりかねなかったのである。フィンランドはやむなく講和交渉を打ち切り、カレリア地峡に前もって備えていた防衛線以外にも防塞の建築を始め、動員を拡大するなどソ連との戦闘に備えた。

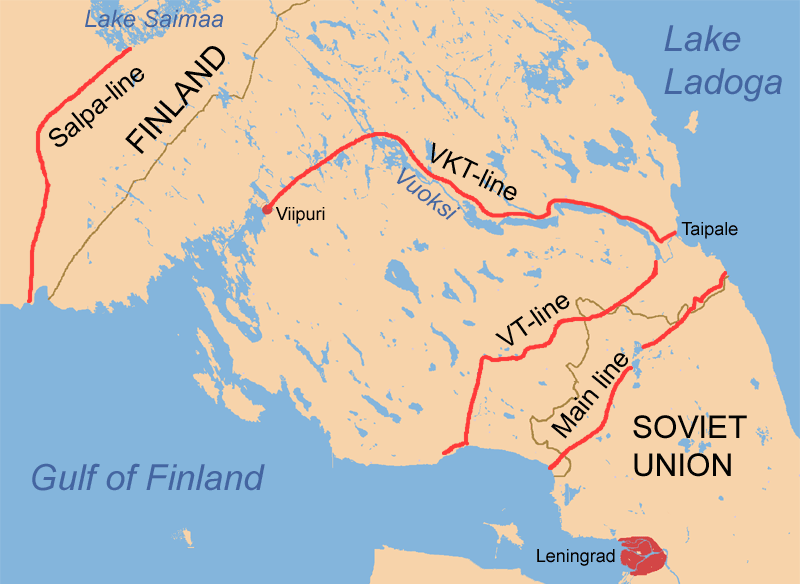
フィンランドの築いた防衛線。

6月9日に連合軍のノルマンディー上陸作戦と呼応してソ連のフィンランドへの攻勢が開始された。ソ連軍の攻勢の目標はフィンランドの枢軸脱落とヴィボルグなどの旧領奪回などであった。ソ連軍はレニングラード方面軍、カレリア方面軍がこの攻勢に参加し、フィンランドはほぼ全軍をもってこの攻勢に対応した。フィンランドはカレリア地峡に作った主防衛線を破られ、VT防衛線のクーテルセルカで抵抗したものの、第二次世界大戦で冬戦争当時とは比べ物にならないほど戦闘技術の向上したソ連軍の圧倒的な攻勢と戦車や火砲などの火力を前に戦線は後退を続け、攻勢再開から半月を持たずにフィンランド第二の都市ヴィープリが陥落し、フィンランド軍は6月21日にはカレリア地峡の第三の防衛線VKT線まで後退した。
フィンランドはドイツに援軍を求めていたが、ドイツは折から戦争からの離脱を試みていたフィンランドへの援軍に難色を示し、6月22日には外務相リッベントロップを派遣し、ドイツと共に継戦するように求めている。大統領であるリュティは「フィンランドはドイツと共に断固最期まで交戦する」と宣言することで援軍を確保した（リュティ＝リッベントロップ協定）。更に東カレリアで防衛を行っていた軍からも一部兵力を引き抜き、カレリア地峡方面に総兵力の半数以上をつぎ込んだ。クールマイ戦闘団や第303突撃砲旅団などドイツからの援軍、支援物資も到着し常に不足していた対戦車兵器もドイツから供与された。
6月21日、ソ連軍はフィンランド軍の壊滅、コトカ、キュミ川近郊のフィンランド本国到達を目標にティエンハーラなどでVKT線に攻撃を始めた。フィンランド軍はVKT防衛線の各所で強固な抵抗を続け、タリ＝イハンタラでは特に激しい戦闘が行われた。この地域は河川や湖沼などによって機甲師団の通れる範囲がタリ＝イハンタラ近郊の非常に狭い範囲であったため、ソ連軍はこの十数km程度の区画に兵力の多くを集めて突破を図った。フィンランド軍は波状攻撃を続けるソ連軍に頑強に抵抗。ソ連部隊に損害を与えながら少しずつ戦線を下げていった。6月27日から30日にかけてのソ連軍の攻勢では損害が拡大し突破されかねない状態となったが、7月1日までには後方から援軍や対戦車兵器が前線に続々と到着し、ソ連軍の通信も傍受、7月3日にはフィンランド側の全火力を持ってソ連軍に反撃した。一区画に多くの兵力を集めていたソ連軍は大打撃を受け、一部の部隊は壊滅、ソ連軍の進撃の足は止まった。
その後もソ連軍はヴオサルミの戦いやヴィープリ湾上陸作戦でフィンランドの防衛線を突破しようと試みたが、フィンランド軍はソ連軍の突破を許さず、地峡での攻勢は頓挫した。この後、兵力の薄くなった東カレリアに向け、ソ連軍カレリア方面軍が攻勢を開始した。しかし、こちらも遅延防御を続けるフィンランド軍に徐々に勢力をそがれ、フィンランド軍が築いていた防衛線近くまで下がり、そこまで到達するとそれ以上の進軍が難しくなった。また、イロマンツィの戦いではモッティ戦術でソ連軍の一部を壊滅させ、継戦能力がまだあることを見せた。
フィンランド軍はソ連軍の侵攻を止めることに成功していたが、圧倒的な兵力差・物量差のためフィンランドはこれ以上戦線を押し戻すことは不可能であり、戦争が長引けば敗北は必至であった。一方ソ連は緒戦でのフィンランド軍の執拗な抵抗を見て、占領価値の低いフィンランドへの攻撃を継続することの無意味さを思い知った。また、連合国はノルマンディー上陸作戦を成功させヨーロッパを東進する構えを見せており、ソ連としては対枢軸国戦争後のヨーロッパでの勢力圏拡大の為に、フィンランド方面に兵力を貼り付けるより、東欧諸国へ攻撃を行うほうが理に適っていた。
ソ連はバグラチオン作戦のためにドイツ戦線に戦力を集中させており、7月9日以降はフィンランドへの攻勢の主力となっていた戦車部隊や親衛狙撃兵軍団などをナルヴァの戦いなどに向けエストニア方面に移動させ始めた。このため、ソ連側から更なる攻勢は行えなかった。
7月12日、ソ連軍は攻勢の停止指令を受け、塹壕を掘り防衛体制に入った。戦線の膠着が始まるとフィンランドは再度戦争終結のため、ソ連との講和交渉を再開した。また、ソ連もフィンランドが降伏するのであれば和平に応じる姿勢をみせた。

## 戦争の終結
フィンランドは一時はカレリアとサッラの旧領を回復したが、ソ連軍の反攻によって奪還され、北極海に面するペツァモ州も失った。また、人員も冬戦争以上の多大な犠牲を払った。しかし、フィンランド軍は奮闘し、圧倒的な戦力差を誇っていたソ連軍はフィンランドの3倍以上という大損害を受けた。この結果は講和交渉の土台となった。
ドイツからの援助を受けるためにリュティ大統領が個人名義で行った「ドイツと共に断固最期まで交戦する」という宣言のために、リュティ政権下ではソ連との講和に臨むことができなかった。このため、講和に先立って8月4日にリュティは大統領を辞し、軍の最高司令長官であったマンネルヘイム将軍に大統領の座を譲り渡した。フィンランドは政権交代が行われ親独政権ではなくなったことを強調。親独的であったのは前大統領のリュティだけであるとして、講和交渉を行った。なお、停戦は9月4日になされている。
ソ連が講和交渉の中で提示した条件には2月の講和条件と同じくドイツ軍との決別、フィンランド領内からのドイツ軍の排除が盛り込まれていた。しかし、交渉によってそれを行うための若干の猶予が認められた。そのほか、賠償金3億ドル相当の支払い、国境線を冬戦争後のものに戻すこと、ペツァモの割譲、フィンランド湾の要衝ポルッカラをソ連の租借地とすること、軍備の制限、戦争犯罪人の処罰、全体主義的団体の解体、第二次大戦終結までの間の飛行場や港湾の使用許可などが求められ、フィンランドはこの条件で講和を飲んだ。フィンランドとソ連の間で1944年9月19日にモスクワ休戦協定が調印され、その24時間後に完全に戦闘を停止した。

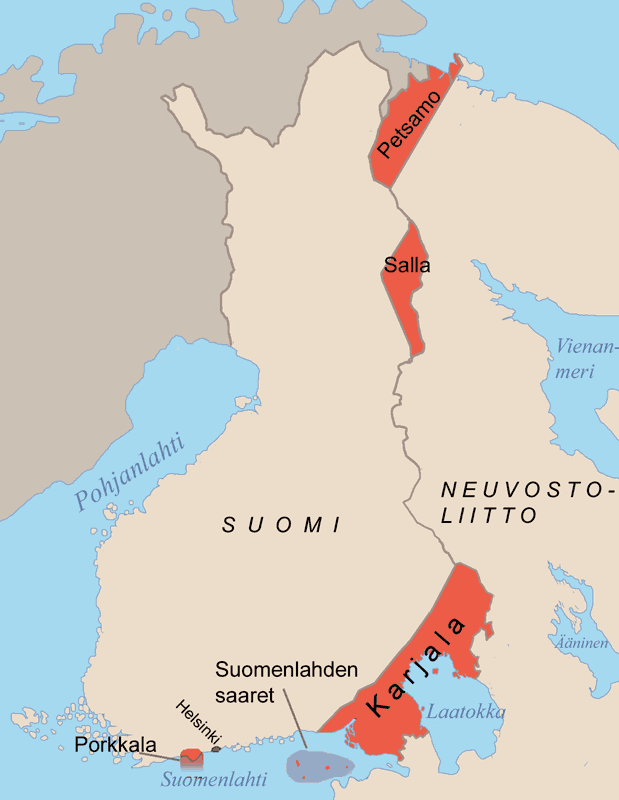
フィンランドがソ連に割譲した国土。ポルッカラは租借地。

## 戦後
ソ連との休戦と同時に条件であった駐留ドイツ軍をフィンランドから排除するためにラップランド戦争が戦われた。継続戦争で共に戦った兵士たちであったためドイツ軍はフィンランド軍と戦闘をほとんど行わず穏便に撤退したが、フィンランドの降伏に激怒したヒトラーはフィンランド湾の島々に強襲上陸を敢行。この後も戦闘は控えられていたものの、ゆっくりと退却を続けるドイツ軍を早期に排除するためフィンランドはドイツ軍との戦闘を開始。フィンランド駐留ドイツ軍が戦闘をほとんどしていないことを知って怒ったヒトラーの命令によって、ドイツ軍はラップランド地方で焦土作戦を行い、ラップランドは壊滅に近い被害を受けた。
継続戦争での参戦によってフィンランドは第二次世界大戦の枢軸国側であったとされており、現在でも日本やドイツ等と同様に国際連合の敵国条項に含まれうるとの解釈が可能である。ソ連の侵略から国土を守るために、枢軸国の一員としてナチスドイツと手を組んだフィンランドが敗戦国となり、冬戦争という侵略行為で国際連盟から追放されたソ連は、アメリカやイギリスなどと連合国として手を組んだ。連合国陣営が勝利したことでソ連が国際連合の常任理事国になり、フィンランドから賠償金を取ることになった。フィンランドにとっては理不尽であるものの、ポーランド分割などとともに連合国の勝利した国際情勢下、ソ連側の行動が大きく非難されることはなかった。
フィンランドが国際社会に復帰するのは1947年の連合国21ヶ国に対する講和条約、パリ平和条約の調印後になる。戦後、東欧ではソ連衛星国の樹立やソ連軍進駐、そして時に武力侵攻が行われた。フィンランドでは東欧のようになることなく、「独立国としてソ連の支援下で戦う（ただし、フィンランド経由以外の攻撃に対処する義務はない）」という覚書まで提出し、さらにパーシキヴィ路線と呼ばれるソ連との友好的外交を行い、マスコミは自主規制を敷いてソ連の侵略への批判はタブーとなった。この状況は西側諸国から「非共産国でありながらソ連に宥和的姿勢を示す」ことを指して「フィンランド化」といわれるほどになり、フィンランドの対ソ宥和姿勢は属国化の典型とみなされるようになった。しかし、戦時の徹底抗戦と戦後の従属外交を使い分け、1956年にはポルッカラ租借地も返還され、ソビエト連邦の崩壊まで独立と平和を保つことに成功した。
ソ連は大きな損害を受けつつもポルッカラ以外の戦前要求していた領土は獲得し、公的に目的としていたレニングラード周辺の安全を確保した。さらに隣国フィンランドを勢力圏に組み込むことで、領土的・外交的勝利を達成した。
戦時中、ドイツの援助を得るためにやむなく「個人として」協定を結んだ大統領のリュティは、ナチスに与した戦争犯罪人として裁かれ、禁錮10年の判決を受けた。その後、獄中で健康を害し1949年に釈放、その後は隠遁生活を送り、1956年に死去した。その葬儀はソ連側の非難があったにもかかわらず国葬でおくられている。

## ユダヤ人への対応
戦時中、フィンランド軍の中にはユダヤ人も存在し、また新たにフィンランド国内へ逃げ込んで来るユダヤ人亡命者も数多くいた。フィンランドはそうしたユダヤ人達に対してフィンランド国籍を与え、ドイツへの引き渡しを拒否し、彼らを保護した。当然そのような行動はドイツとの関係悪化を招き、戦争を早期に抜け出せない要因の一つともなったのであるが、ユダヤ人に対し寛容との評価は国際的にはあまりなく、ロッタ・スヴァルド協会（フィンランド語: Lotta Svärd）にも見られる非ユダヤ人のみの組織構成の姿勢はファシスト的であると考えられている。